# Eva Tamargo
Eva Tamargo (Bronx, New York, 1960. december 24. –) amerikai színésznő.

## Élete és pályafutása
Eva Tamargo 1960. december 24-én született New Yorkban. Édesapja Agustín Tamargo, kubai újságíró. Édesanyja Rosalba Nápoles.
1985-ben feleségül ment Michael Lemushoz. Két gyermekük született: Matthew és Gabriella. 2003-ban elvált férjétől.
1999-től 2008-ig a Passions című szappanoperában Pilar Lopez-Fitzgerardot alakította. 2002-ben és 2008-ban alakításáért ALMA Award díjra jelölték.

## Filmográfia

### Televízió
| Év        | Eredeti Cím                   | Cím                                  | Szerep                 | Stúdió                                |
| --------- | ----------------------------- | ------------------------------------ | ---------------------- | ------------------------------------- |
| 1990      | El magnate                    |                                      |                        | Telemundo – Capitalvision             |
| 1995      | Marielena                     |                                      | Cecilia                | Capitalvision International – TVE     |
| 1999-2008 | Passions                      |                                      | Pilar Lopez-Fitzgerald | NBC Universal                         |
| 2005      | Mujer, casos de la vida real  |                                      |                        | Televisa                              |
| 2007      | Saint & Sinners               |                                      | Helen                  | Gone Fission – Stu Segall Productions |
| 2009      | N.C.I.S. (epizód: Love & War) | NCIS (Epizód: Szerelemben háborúban) | Adrianna López         | Belisarius Productions – CBS          |
| 2009      | Más sabe el diablo            | Ördögi kör                           | Ariana de Dávila       | Telemundo                             |
| 2010      | El fantasma de Elena          |                                      | Mariela de Lafé        | Telemundo                             |
| 2011      | No me Hallo                   |                                      | Leonor                 | Univision                             |
| 2012      | El Talismán                   | Talizmán                             | María Rivera           | Univision-Venevision                  |
| 2013-2014 | The Have and the Have Nots    |                                      | Céline Gonzáles        | Tyler Perry Studios                   |
| 2014      | Cosita linda                  |                                      | Telma                  | Venevision                            |

### Film
- 1994 – El silencio de Neto .... Elena Yepes
- 1999 – Un domingo cualquiera .... Henderson
- 2004 – Rebeldes y cobardes .... Malena
- 2013 – Our Boys .... Angélica
- 2013 – Meat
- 2014 – The First
- 2014 – The Lockout .... Sandra Allen

### Egyéb
- 2003 – A Hamupipőke-show (La cenicienta)